# Josh Teves
Joshua Michael "Josh" Brain Teves, född 18 februari 1995, är en kanadensisk professionell ishockeyback som spelar för Vancouver Canucks i National Hockey League (NHL). Han har tidigare spelat för Princeton Tigers i National Collegiate Athletic Association (NCAA).
Teves blev aldrig draftad.

## Statistik
| 2011–2012   | CRAA Blue           |             | 26  | 5  | 17 | 22 | 34 | — | — | — | — | — |
| 2012–2013   | Calgary Royals      | AMHL        | 5   | 0  | 0  | 0  | 2  | 4 | 0 | 0 | 0 | 0 |
| 2013–2014   | Fernie Ghostriders  | KIJHL       | 50  | 10 | 14 | 24 | 57 | 5 | 2 | 1 | 3 | 2 |
|             | Merritt Centennials | BCHL        | —   | —  | —  | —  | —  | 2 | 0 | 0 | 0 | 0 |
| 2014–2015   | Merritt Centennials | BCHL        | 57  | 5  | 28 | 33 | 39 | 4 | 0 | 2 | 2 | 0 |
| 2015–2016   | Princeton Tigers    | NCAA        | 31  | 2  | 5  | 7  | 12 | — | — | — | — | — |
| 2016–2017   | Princeton Tigers    | NCAA        | 34  | 4  | 21 | 25 | 10 | — | — | — | — | — |
| 2017–2018   | Princeton Tigers    | NCAA        | 31  | 7  | 26 | 33 | 21 | — | — | — | — | — |
| 2018–2019   | Vancouver Canucks   | NHL         | 1   | 0  | 0  | 0  | 2  | — | — | — | — | — |
|             | Princeton Tigers    | NCAA        | 30  | 3  | 17 | 20 | 20 | — | — | — | — | — |
| NHL totalt  | NHL totalt          | NHL totalt  | 1   | 0  | 0  | 0  | 2  | — | — | — | — | — |
| NCAA totalt | NCAA totalt         | NCAA totalt | 126 | 16 | 69 | 85 | 63 | — | — | — | — | — |